# صندوق بازنشستگی کشوری
صندوق بازنشستگی کشوری از سازمان‌های دولتی ایران است که وظیفه خدمات‌رسانی به بازنشستگان دولت را برعهده دارد و زیر نظر وزارت تعاون، کار و رفاه اجتماعی اداره می‌گردد. اداره امور بازنشستگی و از کار افتادگی، اجرای قوانین و مقررات مربوط به بازنشستگی، اجرای مصوبات شورای سازمان بازنشستگی کشوری نمونه‌هایی از مسئولیت‌های این سازمان است. صندوق بازنشستگی در ۳۱ استان کشور دارای نمایندگی فعال بوده بطوری‌که کلیه امور مربوط به بازنشستگان و موظفین در همان استان انجام می‌گیرد. حجت‌ میرزایی از دی ۱۴۰۳ مدیرعامل این صندوق است.

## پیشینه
پس از تصویب قانون استخدام کشوری در تاریخ ۳۱ خرداد ۱۳۴۵ به موجب ماده ۷۰ قانون مزبور اداره کل بازنشستگی با کلیه دارائی و موجودی صندوق بازنشستگی و اسناد و اوراق و بودجه و تعهدات خود از وزارت دارائی جدا و تابع سازمان امور اداری و استخدامی کشور گردید و براساس اصلاحیه ماده مذکور از اول سال ۱۳۵۴ خورشیدی صندوق بازنشستگی کشوری به صورت موسسه‌ای مستقل وابسته به سازمان امور اداری و استخدامی کشور تشکیل گردید. با ادغام سازمان‌های امور اداری و استخدامی کشور و برنامه و بودجه در تاریخ ۱۱ اسفند ۱۳۷۸ و تشکیل سازمان مدیریت و برنامه‌ریزی کشور، صندوق بازنشستگی کشوری نیز یکی از موسسات تابعه این سازمان شد، با تصویب قانون نظام جامع رفاه و تأمین اجتماعی در تاریخ ۲۱ اردیبهشت ۱۳۸۳ و به موجب تبصره ۲ ماده ۱۷ این قانون، صندوق بازنشستگی کشوری از سازمان مدیریت وبرنامه‌ریزی کشور منتزع و تابع وزارت رفاه و تأمین اجتماعی گردید و توسط سازمان بازنشستگی کشوری اداره می‌گردد.

## اهداف
- ایجاد سیستم خودکفا بر اساس مطالعات علمی و تمهید نظام مناسب جهت پرداخت حقوق بازنشستگان و وظیفه بگیران با بهره‌گیری از روش‌های نوین طراحی و بهره‌برداری از سیستم‌ها و تجهیزات پیشرفته در جهت پرداخت و انجام تعهدات و اخذ درآمدها
- بهره‌برداری اقتصادی و اطمینان بخش از موجودی صندوق از طریق سرمایه‌گذاری در فعالیت‌های اقتصادی و بازرگانی مفید
- ارائه پیشنهادهای کارشناسی جهت تصویب مراجع ذی‌صلاح به منظور ارتقاء وضع معیشتی بازنشستگان و وظیفه بگیران

## مسئولیت‌ها و وظایف
- اداره امور بازنشستگی و از کار افتادگی و وظیفه وراث مستخدمین مشترک صندوق بازنشستگی کشوری و کارکنان شرکت‌های دولتی و شهرداریهای کشور
- اجرای قوانین و مقررات مربوط به بازنشستگی و وظیفه و تهیه آئین‌نامه‌های اجرائی سازمان
- اجرای مصوبات شورای سازمان بازنشستگی کشوری
- تهیه و اجرای طرحهای بهره‌برداری از وجوه صندوق بازنشستگی کشوری و کوشش در جهت خودکفائی آن
- تهیه و تنظیم بودجه جاری سازمان بازنشستگی کشوری و بودجه عملیاتی و برنامه عملکرد صندوق بازنشستگی کشوری
- انجام کلیه اقدام‌های لازم به منظور حفظ حقوق بازنشستگان و وظیفه بگیران و متناسب ساختن دریافتی آنان با افزایش هزینه‌های زندگی
- حفظ حقوق صندوق بازنشستگی کشوری و انجام کلیه امور حقوقی و دعاوی مربوط به صندوق
- ارائه گزارش عملکرد و ترازنامه سالانه هر یک از صندوقها و تراز تلفیقی سازمان بازنشستگی کشوری به شورای صندوق

## وضعیت کنونی
صندوق بازنشستگی کشوری در ۳۱ استان کشور دارای نمایندگی فعال بوده بطوری‌که کلیه امور مربوط به بازنشستگان و موظفین در همان استان انجام می‌گیرد. سامانه‌های مکانیزه صندوق بازنشستگی کشوری این امکان را به وجود آورده‌است تا کلیه اطلاعات بازنشستگان و موظفین از دفاتر نمایندگی سازمان در مراکز استانها همه روزه با سیستم مرکزی تبادل شده و امکان صدور احکام بازنشستگان در مراکز استانها فراهم گردد. تعداد پرسنل صندوق بازنشستگی در ساختمان مرکزی و دفاتر تهران بالغ بر ۱۵۸ نفر و در نمایندگیهای سازمان در مراکز استانها نیز مجموعاً ۲۰۳ نفر می‌باشد.
صندوق بازنشستگی کشوری پس از سازمان تأمین اجتماعی دومین صندوق بازنشستگی و بیمه ای ایران است که تا ابتدای سال ۱۳۹۹ بیش از یک میلیون و ۴۷۱ هزار نفر بازنشسته و وظیفه بگیر دولت را زیرپوشش خود قرار داده‌است.
این صندوق علاوه بر رسیدگی به امور بازنشستگان کشوری در حوزه حقوق و دستمزد، در زمینه‌های دیگر از جمله پرداخت وام ضروری، احداث و فعال کردن خانه‌های امید بازنشستگان، برگزاری جشنواره‌های ورزشی استانی و ملی برای بازنشستگان، بیمه تکمیلی درمان، بیمه عمر، ارائه تسهیلات سفرهای سیاحتی و زیارتی، وام ازدواج فرزندان، پورتال پایش، تسهیلات خرید کالا (طرح یاری)، ارائه تخفیف از فروشگاه‌های مختلف به بازنشستگان، استفاده از خدمات پزشکی و آزمایشگاهی در محل با استفاده از وبسایت آزمایش آنلاین، تقدیر از بازنشستگان نمونه در سالروز ۲۵ ذی الحجه یا روز خانواده و تکریم بازنشستگان و .. به ارائه خدمت به بازنشستگان می‌پردازد.
برخی از مطالعات صورت گرفته توسط بانک جهانی و نیز تحقیقات علمی انجام شده نظیر مطالعات مشترک دکتر سید محمد عباس‌نیا، دکتر محمدهاشم بت‌شکن و دکتر محمدعلی دهقان دهنوی، که توسط مجمع تشخیص مصلحت نیز مورد تأیید قرار گرفت، یکی از چالشهای کلیدی در صندوقهای بازنشستگی را فقدان یک نهاد ناظر تخصصی می‌دانند. موضوعی که به صورت طرح در مجلس شورای اسلامی نیز مطرح گردید اما هنوز به نتیجه مشخصی نرسیده‌است. موضوع تشکیل نهادناظر تخصصی در برنامه پیشنهادی دکتر حجت‌الله عبدالملکی وزیر تعاون کار و رفاه اجتماعی دولت سیزدهم نیز مورد طرح و تأکید قرار گرفت.